# 2MASS J15345325+1219495
2MASS J15345325+1219495 ist ein L-Zwerg der Spektralklasse L4 im Sternbild Schlange. Er wurde 2006 von Kuenley Chiu et al. entdeckt.